# Мигес Гомес, Энрике
Энри́ке Ми́гес Го́мес (исп. Enrique Míguez Gómez; 14 марта 1966, Туй) — испанский гребец-каноист, выступал за сборную Испании в середине 1980-х — начале 1990-х годов. Участник трёх летних Олимпийских игр, бронзовый призёр Олимпийских игр в Лос-Анджелесе, победитель регат национального и международного значения.

## Биография
Энрике Мигес Гомес родился 14 марта 1966 года в муниципалитете Туй, провинция Понтеведра.
Первого серьёзного успеха на взрослом международном уровне добился в 1984 году, когда попал в основной состав испанской национальной сборной и благодаря череде удачных выступлений удостоился права защищать честь страны на Олимпийских играх в Лос-Анджелесе. Вместе со своим напарником Нарсисо Суаресом Амадором завоевал бронзовую медаль в зачёте двухместных каноэ на дистанции 500 метров, уступив в финале только экипажам из Югославии и Румынии. При всём при том, страны социалистического лагеря по политическим причинам бойкотировали эти соревнования, и многих сильнейших гребцов из ГДР, Восточной Европы и СССР здесь попросту не было.
Будучи одним из лидеров гребной команды Испании, Мигес благополучно прошёл квалификацию на Олимпийские игры 1988 года в Сеуле, совместно с Суаресом Амадором вновь выступал в двойках на пятистах метрах, но на сей раз остановился на стадии полуфиналов.
После сеульской Олимпиады Мигес Гомес остался в основном составе испанской национальной сборной и продолжил принимать участие в крупнейших международных регатах. Так, в 1992 году он представлял страну на домашних Олимпийских играх в Барселоне, с тем же Суаресом Амадором участвовал в той же парной полукилометровой дисциплине и вновь дошёл только до полуфинала. А позже принял решение завершить карьеру профессионального спортсмена.